# Vincenzo Chiola
Vincenzo Chiola (Loreto Aprutino, 11 febbraio 1893 – 4 novembre 1964) è stato un politico italiano.
Fu sindaco della città di Pescara dal 1951 al 1956.
Nella III Legislatura del Senato, fu membro del Gruppo Comunista dal 12 giugno 1958 al 15 maggio 1963. Fu membro dal 9 luglio 1958 al 9 maggio 1960 nella 1° Commissione permanente (Affari della Presidenza del Consiglio dell'Interno). Fu membro dal 10 maggio 1960 al 15 maggio 1963 nella 2° Commissione permanente (Giustizia e autorizzazioni a procedere), e fu membro dal 21 aprile 1959 al 15 maggio 1963 nella Commissione speciale per l'esame del disegno di legge concernente i provvedimenti straordinari per l'Abruzzo (n. 409), per l'istituzione della Regione Abruzzo, distaccandola dal Molise.
Alla sua memoria gli è stato intitolato il piazzale antistante il Palazzo di Città di Pescara